# Tildy Zoltán (fotóművész)
Ifj. Tildy Zoltán  (Dombóvár, 1917. június 6. – Szeged, 1994. március 22.)  fotóművész, természetfotós.

## Életpályája
Tildy Zoltán lelkész (későbbi köztársasági elnök) és Gyenis Erzsébet írónő fia. Nagyapját, Gyenis Antal iskolaigazgatót mint a dombóvári direktórium tagját 1919-ben kivégezték. Gyerekkora nyarait állítólag Kismányán töltötte.
1941-ben szerzett jogi diplomát. 1941–1945-ben a Pesti Napló és a Magyarország Lapkiadó Vállalat munkatársa, 1946–1950 között a Dunai Rt. munkatársa, 1950-től 1960-ig a Magyar Állami Erdőgazdasági Üzemek vezetője, az Országos Természetvédelmi Hivatal elnöke, ez idő alatt minden természetvédelmi rendelet kimunkálásában részt vett. A természetvédelem országos szervezetének vezetője 1950–1974 között. 1956-ban a Magyar Fotóművészek Szövetségének alapító tagja; 1971-től az elnökség tagja.
15 évesen kezdett fényképezni, tájakat, később a vad- és madárvilágot. Sokat fotózta a Kis-Balaton nádasainak állatait. Képei művésziek, nem egyszerűen dokumentatív állatfotók. Természetfényképezéssel foglalkozó szakcikkeket jelentetett meg a Fotóban.
1962–1972 között hat természetfilm írója, operatőre (Hófehér szárnyak, Vízizene c. filmjeihez Szokolay Sándor komponálta a zenét). Több hazai és nemzetközi kiállítás résztvevője.

## Egyéni kiállításai
- 1966 Pro natura, Magyar Nemzeti Galéria, Budapest
- 1969 Varsó
- 1996 Babits Mihály Művelődési Központ (emlékkiállítás), Szekszárd

## Kitüntetései
- 1969: Balázs Béla-díj
- 1975: Érdemes művész

## Könyvei
- Fehértó; Országos Természetvédelmi Tanács, Bp., 1951
- Kisbalaton; bev. Vertse Albert; Művelt Nép, Bp., 1953
- Napsütésben. Fényképezés a természetben; Művelt Nép, Bp., 1956
- Vertse Albert: Erdő-mező madarai; fotó ifj. Tildy Zoltán; 3., átdolg. kiad.; Mezőgazdasági, Bp., 1959
- Kölykök és fiókák, Budapest (1959)
- Védett természeti ritkaságaink; szerk. Kenyeres Lajos, ifj. Tildy Zoltán; Mezőgazdasági, Bp., 1960
- Ágrólszakadt jóbarátok, Budapest (1960)
- Természetfényképezés; Dobrányi Gézával, Budapest (1964)
- Vertse Albert: Erdő-mező madarai; fotó ifj. Tildy Zoltán; 5., átdolg. kiad.; Mezőgazdasági, Bp., 1964
- Pro natura, Budapest (1975)
- Madárszárnyakon, Budapest (1984)